# Doug Marlette
Pour les articles homonymes, voir Marlette (homonymie).
Doug Marlette (1949-2007) est un dessinateur de presse, auteur de bande dessinée et romancier américain. 

## Biographie
Lauréat du prix Pulitzer du dessin de presse en 1988 pour ses dessins publiés dans The Charlotte Observer et The Atlanta Journal-Constitution en 1987, il est également de 1981 à son décès l'auteur du comic strip familial humoristique Kudzu.